# Triaenops
A Triaenops az emlősök (Mammalia) osztályának denevérek (Chiroptera) rendjébe, ezen belül a kis denevérek (Microchiroptera) alrendjébe és a Hipposideridae családjába tartozó nem.

## Tudnivalók
A Triaenops-fajok Afrika és Délnyugat-Ázsia területein élnek. 2007-ben, mielőtt a Paratriaenops-fajokat kivegyék ebből a nemből, Madagaszkáron felfedeztek egy szubfosszilis fajt, a Triaenops goodmanit. Ez a felfedezés azonban nem akadályozta meg a Triaenops denevérnem kettészakadását.
Egyes rendszerezések a Triaenops, a Paratriaenops és az egyfajú Cloeotis nemeket a Triaenopini nemzetségbe gyűjti.

## Rendszerezés
A nembe az alábbi 4 élő és 1 kihalt faj tartozik:
- Triaenops afer Peters, 1877
- Triaenops menamena Goodman & Ranivo, 2009
- Triaenops parvus Benda & Vallo, 2009
- perzsa levélorrú-denevér (Triaenops persicus) Dobson, 1871 - típusfaj; szinonimája: Triaenops rufus
- †Triaenops goodmani Samonds, 2007

### Fordítás
- Ez a szócikk részben vagy egészben  a   Triaenops című angol Wikipédia-szócikk fordításán alapul.  Az eredeti cikk szerkesztőit annak laptörténete sorolja fel. Ez a jelzés csupán a megfogalmazás eredetét és a szerzői jogokat jelzi, nem szolgál a cikkben szereplő információk forrásmegjelöléseként.